# Orazio Torriani

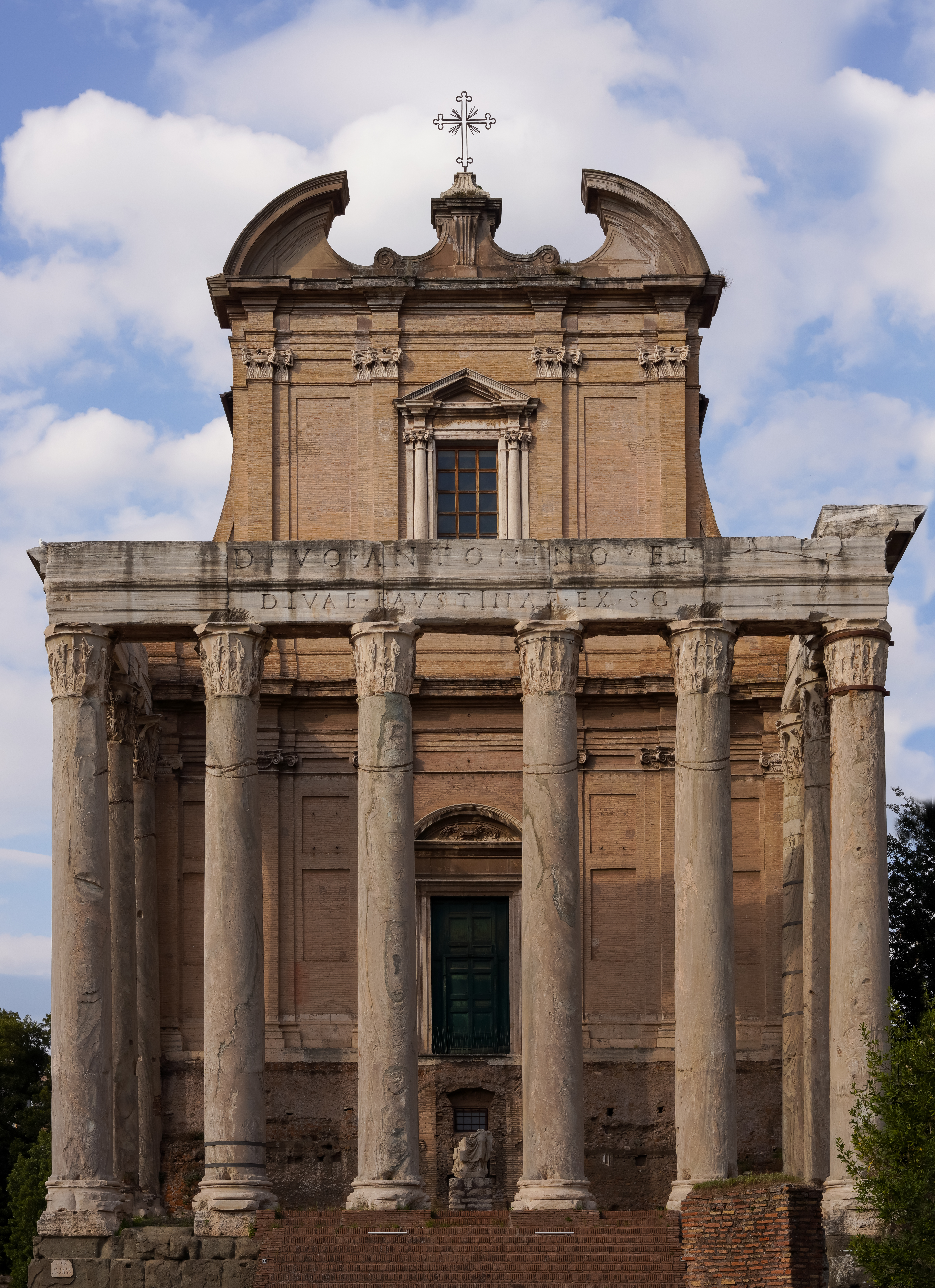
Kyrkan San Lorenzo in Miranda.

Orazio Torriani, född 1578 i Bracciano, död 1657 i Rom, var en italiensk barockarkitekt, aktiv i Rom från 1601.

## Biografi
Torriani gav flera av Roms kyrkor en barockdräkt under 1600-talets första hälft, bland andra San Lorenzo in Miranda (inkorporerad i Antoninus Pius och Faustinas tempel på Forum Romanum), Santi Cosma e Damiano och San Francesco di Paola.
I Trastevere restaurerade Torriani den gamla kyrkan San Callisto. På Tiberön ritade han en ny fasad till kyrkan San Bartolomeo all'Isola.

## Verk i Rom i urval
- Högaltaret – Sant'Agostino[1]
- Kupolen – Sant'Ambrogio della Massima[2]
- Cappella del Crocifisso – Sant'Andrea della Valle[3]
- Fasaden – San Bartolomeo all'Isola[4]
- San Callisto (restaurering)[5]
- Santi Domenico e Sisto[6]
- Fasaden – San Lorenzo in Miranda[7]
- Interiörutsmyckning – San Marco[8]
- Palazzo di San Callisto (restaurering)[9]
- Palazzo Sciarra (attribuering)[10]